# Gran Premi dels Estats Units del 1984
Resultats del Gran Premi dels Estats Units de Fórmula 1 de la temporada 1984, disputat al circuit de Dallas el 8 de juliol del 1984.

## Resultats de la cursa
| Pos | No | Pilot              | Equip               | Voltes | Temps/ Retir.      | Pos. de sort. | Punts |
| --- | -- | ------------------ | ------------------- | ------ | ------------------ | ------------- | ----- |
| 1   | 6  | Keke Rosberg       | Williams - Honda    | 67     | 2h 01' 23. 3       | 8             | 9     |
| 2   | 28 | René Arnoux        | Ferrari             | 67     | + 22.464 s         | 4             | 6     |
| 3   | 11 | Elio de Angelis    | Lotus - Renault     | 66     | + 1 Volta          | 2             | 4     |
| 4   | 5  | Jacques Laffite    | Williams - Honda    | 65     | + 2 Voltes         | 24            | 3     |
| 5   | 24 | Piercarlo Ghinzani | Osella - Alfa Romeo | 65     | + 2 Voltes         | 18            | 2     |
| 6   | 12 | Nigel Mansell      | Lotus - Renault     | 64     | Caixa canvi        | 1             | 1     |
| 7   | 2  | Corrado Fabi       | Brabham - BMW       | 64     | + 3 Voltes         | 11            |       |
| 8   | 14 | Manfred Winkelhock | ATS - BMW           | 64     | + 3 Voltes         | 13            |       |
| Ret | 8  | Niki Lauda         | McLaren - TAG       | 60     | Virolla            | 5             |       |
| Ret | 7  | Alain Prost        | McLaren - TAG       | 56     | Virolla            | 7             |       |
| Ret | 18 | Thierry Boutsen    | Arrows - BMW        | 55     | Virolla            | 20            |       |
| Ret | 27 | Michele Alboreto   | Ferrari             | 54     | Virolla            | 9             |       |
| Ret | 17 | Marc Surer         | Arrows - BMW        | 54     | Virolla            | 22            |       |
| Ret | 19 | Ayrton Senna       | Toleman - Hart      | 47     | Embragatge         | 6             |       |
| Ret | 10 | Jonathan Palmer    | RAM - Hart          | 46     | Part elèctrica     | 25            |       |
| Ret | 1  | Nelson Piquet      | Brabham - BMW       | 45     | Virolla            | 12            |       |
| Ret | 15 | Patrick Tambay     | Renault             | 25     | Virolla            | 10            |       |
| Ret | 20 | Johnny Cecotto     | Toleman - Hart      | 25     | Virolla            | 15            |       |
| Ret | 26 | Andrea de Cesaris  | Ligier - Renault    | 15     | Virolla            | 16            |       |
| Ret | 21 | Huub Rothengatter  | Spirit - Hart       | 15     | Pèrdua de combust. | 23            |       |
| Ret | 22 | Riccardo Patrese   | Alfa Romeo          | 12     | Virolla            | 21            |       |
| Ret | 16 | Derek Warwick      | Renault             | 10     | Virolla            | 3             |       |
| Ret | 4  | Stefan Bellof      | Tyrrell - Ford      | 9      | Desqualificat      | 17            |       |
| Ret | 23 | Eddie Cheever      | Alfa Romeo          | 8      | Virolla            | 14            |       |
| Ret | 25 | Francois Hesnault  | Ligier - Renault    | 0      | Accident           | 19            |       |
| NVQ | 3  | Martin Brundle     | Tyrrell - Ford      |        |                    |               |       |

## Altres
- Pole: Nigel Mansell 1' 37. 041

- Volta ràpida: Niki Lauda 1' 45. 353 (a la volta 32)